# Тамаёри-химэ
Тамаёри-химэ (яп. 玉依姫) или Тамаёри-бимэ (яп. 玉依毘売) — в синтоизме — ками, женское божество, из японской мифологии. Является матерью первого японского императора Дзимму. Дочь бога моря Ватацуми, младшая сестра Тоётама-химэ. Жена Угаяфукиаэдзу но Микото, который был ее племянником. Впервые упоминается в хрониках 8 века: «Кодзики» и «Нихон сёки». Вероятно, прообразом богини была шаманка или жрица.